# فرناندو تمبو
فرناندو تمبو هو لاعب كرة قدم برازيلي في مركز الدفاع، ولد في 29 مايو 1990 في Timbó ‏ في البرازيل. لعب مع أوتاوا فيوري ونادي كوريتيبا.

## وصلات خارجية
- فرناندو تمبو على موقع قاعدة بيانات كرة القدم.إي يو (الإنجليزية)
- فرناندو تمبو على موقع Soccerway.com (الإنجليزية)